# Солонін Марк Семенович
Марк Семенович Соло́нін (рос. Марк Семёнович Соло́нин; нар. 29 травня 1958, Куйбишев, РРФСР, СРСР) — російський письменник, відеоблогер, дослідник історії німецько-радянської війни, публіцист, критик сталінізму та путінізму, за попереднім фахом авіаційний інженер.

## Життєпис
Батько працював технологом на підшипниковому заводі, мама викладала німецьку мову в інституті.
Закінчив середню школу із золотою медаллю. З 1975 до 1980 рік навчався в Куйбишевському авіаційному інституті (тепер — Самарський державний аерокосмічний університет). По закінченню навчання в інституті працював шість років інженером-конструктором у закритому конструкторському бюро.
У 1987 році був звільнений з роботи в конструкторському бюро й почав працювати кочегаром в одній з котелень Куйбишева.
Під час «Перестройки» (1985—1990) був одним з організаторів громадсько-політичних клубів у Куйбишеві.
У 1989 році починає працювати над книгою про причини нищівних поразок радянських військ на початку німецько-радянської війни 1941—1945 років. Роботі над написанням книги передувала велика пошукова робота в архівах. Написання книги тривало чотири роки.
З 2003 року почався пошук видавництва. 32 російських і 14 українських видавництв відмовились друкувати книжку. Згоду дало тільки "Видавнича фірма «Відродження» в Дрогобичі (Україна), де директором був І. М. Бабик — колега Солоніна по роботі в аерокосмічній промисловості.
Перша книга «Бочка та обручі, або коли почалася Велика Вітчизняна війна?» в авторській редакції вийшла великим на той час тиражем 6000 примірників і була в короткий термін розкуплена. Після цього перевидати книгу під іншою назвою та з редакційними правками та обмеженнями погодилось російське видавництво «Яуза».
Успіх першої книги дозволив Солоніну продовжити дослідницьку роботу й написання книг. У 2006—2011 роках вийшли наступні книги, у яких деталізувалась основна концепція першої книжки. Нині наклад книг, виданих у Росії, перевищує 250 тисяч.
Продовжує працювати над темою «радянсько-німецької війни 1941—1945 років», відвідав з цією метою Німеччину й працював у тамтешніх архівах.
Книги перекладені іншими мовами й вийшли в Польщі, Естонії, Литві, Словаччині, Румунії, Фінляндії та Німеччині.
Учасник багатьох прямих ефірів на радіостанціях «Ехо Москви» і «Свобода», виступав з лекціями в університетах Таллінна, Вільнюса, Каунаса, Братислави, Бостона, Вашингтона.
У 2015 року був змушений з політичних мотивів емігрувати з Росії до Естонії, а 2019 року перебрався до України. Щонайменше з жовтня 2023‑го року знаходиться в Ізраїлі, м. Натенія, про що періодично згадує в роликах і інтервʼю.

## Твори
Опубліковані окремими книгами:
- Бочка та обручі, або коли почалася Велика Вітчизняна війна? («Бочка и обручи, или когда началась Великая Отечественная война?») — Дрогобич: Видавнича фірма «Відродження», 2004. — 448 с., іл. ISBN 966-538-147-4).
- 22 червня, або коли почалася Велика Вітчизняна війна? («22 июня, или Когда началась Великая Отечественная война?» Видання: Яуза, Ексмо, 2005 р.).
- На мирно сплячих аеродромах… («На мирно спящих аэродромах…» — Яуза, Ексмо, 2007 р.).
- 23 червня: «День М» (23 июня: «День М» — Ексмо, Яуза, 2007 р.).
- 25 червня: дурість чи агресія? («25 июня: глупость или агрессия?» — Ексмо, Яуза, 2008 р.).
- Мозгоіменіє: Фальшива історія Великої війни (Мозгоимение. Фальшивая история Великой войны.- Яуза, Ексмо, 2008 р.).
- 22 червня. Анатомія катастрофи («22 июня. Анатомия катастрофы» — Яуза, Ексмо, 2009 р.).
- Розгром 1941. На мирно сплячих аеродромах («Разгром 1941. На мирно спящих аэродромах» — Яуза, Ексмо, 2009 р.).
- Немає благ на війні («Нет блага на войне» — Яуза, Ексмо, 2010 р.[6]).
- Нова хронологія катастрофи («Новая хронология катастрофы» — «Ексмо», 2010 р.).
- Друга хронологія катастрофи («Другая хронология катастрофы» — «Ексмо», 2011 р.[7]).
- Куди пропали сталінські армади? («Куда исчезли сталинские армады?» — М., «Яуза-Ексмо», 2013 р.[8]).
- Червень 41-го. Остаточний діагноз. («Июнь 41-го. Окончательный диагноз». — М., «Яуза-Ексмо», 2013 р.)

Опубліковані в збірниках:
- «СССР-Финляндия: от мирного договора к войне». В збірнику «Überfall auf Europa. Plante die Sowjetunion 1941 einen Angriffskrieg?», Pour le Merite, 2009, ISBN 978-3-932381-53-9
- «Три плана товарища Сталина». В збірнику «Die Rote Walze», Pour le Merite, 2011, ISBN 978-3-932381-60-7
- «Дурман-трава». В збірнику «Анти-МЕДИНСКИЙ: Псевдоистория Второй Мировой: Новые мифы Кремля».- Москва: Яуза-пресс, 2012.
- Куди полетіли сталінські соколи (Куда улетели сталинские соколы? К вопросу об исчезновении советской авиации в первые недели войны), 26.01.2000 р.

## Окремі оцінки творчості М.Солоніна[9]
Негативні оцінки(рос.):
- «Завершуючи знайомство з книгою М. Солоніна, змушені підсумувати: як би автор не відхрещувався від однокровної спорідненості із Суворовим (Резуном), але оцінку останньої, яка назвала працю М. Солоніна „золотою цеглою у фундаменті тієї історії війни, яка колись буде написана “Не можна не визнати найбільш точною. Додавши лише: „історія“ ця вже пишеться самим Суворовим (Резуном) „з товаришами“. І методологія, і методика цієї „історії“ так само далекі від науки, як і її цілі. Але якщо цілі В. Суворова (Резуна) досить очевидні (він ніколи їх не приховував), то щодо мотивації М. Солоніна залишається припустити, що його „дослідження“ — є черговий комерційний проєкт, продукт „комерційної історії“.» (О. О. Киличенков, доцент Історико-архівного інституту РГГУ)[10].

- «Таким чином міркують ті, хто хоче скомпрометувати нашу перемогу. І це не лише американці чи англійці, а й деякі наші, які ні чорта не розуміють і не знають війни, але постійно щось говорять про неї… Багато чого пишуть, багато чого намагаються розвінчати. Аби очорнити, відібрати у нас перемогу. Треба ж скільки досі охочих принизити подвиг народу знаходиться» (Д. Язов, останній міністр оборони СРСР)[11].

Позитивні оцінки(рос.):
- «Все ж таки це надзвичайно повчальне видовище. Понад півстоліття тисячі й тисячі спеціальних людей у спеціальних інститутах, академіях, управліннях, видавництвах виробляли та відтворювали спеціальну Військову Брехню. І воно здавалося таким міцним. Документи — які знищені, які підроблені, які засекречені, а головне — мізки оброблені так, щоби ворушити ними було неможливо. У мавзолеї, побудованому з гігантських брил брехні, Велика Вітчизняна лежала мертвіша за Леніна. Аж раптом увійшов — як його тільки пустили? як проґавили? — людина без погонів, шурхотіла папірцями. Будь-якими там накладними, доповідними. Різними звітами, зведеннями, директивами. Канцелярію, коротше, розворушив, бухгалтерію. Калькулятором клацнув. Включив звичайнісінький, евклідів, так би мовити, здоровий глузд. І рум'яний труп став танути у повітрі, виявившись галюцинацією. І стало очевидним: з нашою країною під час війни трапилося щось таке, що необхідно зрозуміти. Хоча б для того, щоб хоч колись, якщо вийде, забути. Звичайно, Марк Солонін – не єдиний діяч цього розумового перевороту. Але його ненавидять особливо сильно. Тому що пише яскраво, з інтонаціями живої людини, і при цьому до занудства незаперечний: під кожним (буквально) рядком — факт і вказано, чим засвідчено». (С. Гедройц, письменник та історик літератури, критик журналу «Звезда»)[12].

- «Дозвольте висловити Марку Солоніну свою вдячність, зняти капелюх та вклонитися до землі цій людині… Коли я читав його книгу, я розумів почуття Сальєрі. У мене текли сльози — я думав: чому ж я ось до цього не дійшов? Мені здається, що Марк Солонін здійснив науковий подвиг, і те, що він робить — це золота цеглина у фундамент тієї історії війни, яка колись буде написана…» (письменник Віктор Суворов)[13].